# Andrej Magdevski
Andrej Magdevski (in macedone Андреј Магдевски?; Skopje, 14 gennaio 1996) è un cestista macedone.

## Palmarès
- Campionato macedone: 2

MZT Skopje: 2018-19, 2020-21
- Coppa di Macedonia: 1

MZT Skopje: 2021